# Чиляев, Егор Гаврилович
Егор Гаврилович Чиляев (1790—1838) — писатель, переводчик, прокурор Верховного Грузинского правительства.

## Биография
Один из сыновей Глохи (Гавриила), шталмейстера грузинского царевича Вахтанга. Старший брат Бориса и Сергея.
Первоначально служил по гражданскому ведомству в Петербурге. В 1815 году был посвящён в масоны в петербургской ложе «Умирающий сфинкс», которой руководил А. Ф. Лабзин. Занимал в указанной ложе должности оратора и второго надзирателя.
С 1821 по 1824 гг. и с начала 1830-х губернский прокурор Верховного Грузинского правительства (собрания). В 1821 году член комиссии для перевода и пересмотра грузинского уложения. На комитет, учрежденный А. П. Ермоловым, членом которого он был, было возложено осуществление перевода с грузинского на русский «Уложение царя Вахтанга». Разработал закон (утверждён в 1824 году), который позволял крестьянам в Грузии выкупаться из крепостной зависимости, когда помещичье хозяйство продавалось за долги.
В 1826—1827 гг. служил экспедитором 1 экспедиции департамента Министерства юстиции. С июня 1828 года член и управляющий делами Комитета об устройстве мусульман.
Писатель, переводчик, общественный деятель. Перевел на русский язык сочинения Монтескьё и Мабли. Автор «Начертания права природного». Выступал против бесчинства и лихоимства, что вызвало на него гонения. Благодаря ходатайству И. Ф. Паскевича был восстановлен на службе.
С 1830 года управляющий канцелярией Тифлисского военного губернатора. В 1831—1837 гг. статский советник. Когда выяснилось, что участники раскрытого грузинского дворянского заговора намечали его на пост министра просвещения, он был выслан в Ленкорань в 1833 году. С 1833 года был назначен чиновником особых поручений при главноуправляющем гражданской частью и пограничными делами в Грузии, Кавказской и Закавказской областях (в Грузии) (в том числе при Е. А. Головине).
Похоронен в Ленкорани.